# Amtsgericht Hofgeismar

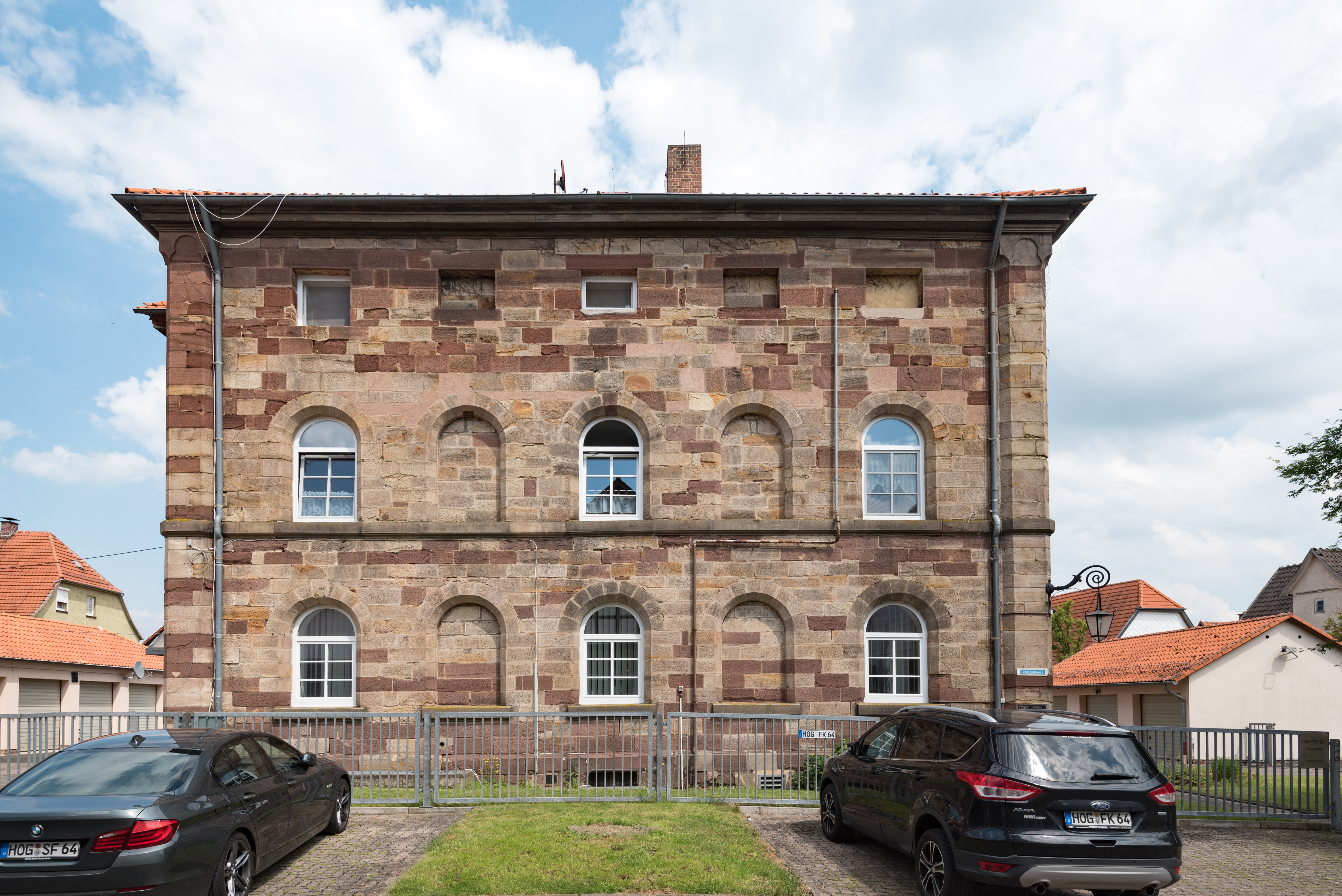
Ehem. Amtsgerichtsgebäude (2019)

Das Amtsgericht Hofgeismar war ein preußisches Amtsgericht mit Sitz in Hofgeismar.

## Vorgeschichte
In Kurhessen erfolgte 1821 die Trennung der Rechtsprechung von der Verwaltung und für die Rechtsprechung wurden Justizämter, darunter das Justizamt Hofgeismar, eingerichtet. Es war dem Obergericht für die Provinz Niederhessen zugeordnet.

## Geschichte
Mit der Annexion Kurhessens durch Preußen 1866 wurden in der neuen Provinz Hessen-Nassau Amtsgerichte eingerichtet. Das Justizamt Hofgeismar wurde entsprechend in das Amtsgericht Hofgeismar umgewandelt. Es war dem Kreisgericht Kassel zugeordnet. Mit der Einführung der Reichsjustizgesetze entstanden 1879 reichsweit einheitlich Amtsgerichte. Das Amtsgericht Hofgeismar behielt damit seinen Namen und erhielt die neuen Funktionen. Es war nun eines der 34 Amtsgerichte im Bezirk des Landgerichtes Kassel. Am Gericht bestanden zwei Richterstellen. Es war damit ein mittelgroßes Amtsgericht im Landgerichtsbezirk. Sein Gerichtsbezirk umfasste den Kreis Hofgeismar ohne die Teile, die den Amtsgerichten Carlshafen, Grebenstein und Veckerhagen zugeordnet waren.
Das Amtsgericht Hofgeismar wurde durch die hessische Strukturreform am 1. Januar 2005 aufgehoben. Stattdessen besteht bis heute die Zweigstelle Hofgeismar des Amtsgerichts Kassel.

## Amtsgerichtsgebäude
Das 1842 erbaute Amtsgerichtsgebäude (Beim Amtshaus 1) ist ein dreigeschossiger Sandsteinbau im Stil des Kassler Spätklassizismus nach Plänen von Friedrich Gotthelf Breithaupt. Es steht als Kulturdenkmal unter Denkmalschutz.